# Лучинник
Лучи́нник — небольшая лиственная роща в двух километрах к югу от Большого Болдина, экспозиционный объект музея-заповедника «Болдино», памятник природы.
Роща известна со времен А. С. Пушкина, в ней произрастают деревья разных возрастов и пород: дубы, ясени, клены. Ежегодно в Пушкинский праздник поэзии (ближайшие выходные к 6 июня) на одной из полян рощи происходят культурные мероприятия, посвященные памяти поэта..
В роще есть оборудованный родник с ключевой водой, открытый для посещения круглый год.

## Происхождение названия
Предание о происхождении названия рощи, равно как и первое упоминание о ней, связано с именем А. С. Пушкина. История о Лучиннике была записана со слов болдинского старожила Ивана Васильевича Киреева. В предании говорится, что во время пребывания поэта в Болдине в вотчинную контору был приведен для разбора дела и наказания крестьянин. Его обвиняли в том, что он срубил в ближайшей роще березу. Провинившемуся грозила порка розгами. Александр Сергеевич поинтересовался, что же произошло. Крестьянин божился со слезами, что береза была срублена на лучины, так как нечем было освещать избу, а денег на покупку не было. Пушкин в ответ на это отменил наказание и заявил: «Подождите рубить. Роща молодая — настоящий лучинник, потом вам же на пользу послужит».